# Skateaway
Skateaway è un brano musicale del gruppo rock britannico Dire Straits, contenuto nell'album Making Movies (1980) e pubblicato come singolo nel marzo 1981.
Il pezzo è stato composto da Mark Knopfler utilizzando prevalentemente le tastiere, peculiarità insolita per le canzoni dei Dire Straits di quegli anni.

## Significato della canzone
Il testo descrive con taglio cinematografico una ragazza che viaggia con disinvoltura sui pattini a rotelle attraverso una frenetica metropoli, ascoltando incessantemente la musica dalla sua radio walkman ed estraniandosi così dalla realtà. La ragazza con i pattini (rollergirl) era Jayzik Azikiwe (12 maggio 1958-31 gennaio 2008), protagonista del videoclip e rimasta nell'immaginario collettivo degli ascoltatori della canzone per la sua danza sui pattini, al ritmo della canzone.
Jayzik, figlia del presidente della Nigeria Nnamdi Azikiwe, è stata modella, poetessa, attivista in varie organizzazioni umanitarie e musicista molto attiva, è scomparsa nel gennaio 2008 a causa di una polmonite.

## Formazione

### Dire Straits
- Mark Knopfler – voce e chitarre
- John Illsley – basso
- Pick Withers – batteria

### Altri musicisti
- Roy Bittan – pianoforte e tastiere

## Classifiche
| Classifica (1981)             | Posizione massima |
| ----------------------------- | ----------------- |
| Irlanda                       | 17                |
| Nuova Zelanda                 | 47                |
| Regno Unito                   | 37                |
| Stati Uniti                   | 58                |
| Stati Uniti (mainstream rock) | 31                |